# Севарен (Нью-Джерсі)
Севарен (англ. Sewaren) — переписна місцевість (CDP) в США, в окрузі Міддлсекс штату Нью-Джерсі. Населення — 2885 осіб (2020).

## Географія
Севарен розташований за координатами 40°33′3″ пн. ш. 74°15′36″ зх. д. / 40.55083° пн. ш. 74.26000° зх. д. (40.550726, -74.259885).  За даними Бюро перепису населення США в 2010 році переписна місцевість мала площу 2,60 км², з яких 2,47 км² — суходіл та 0,13 км² — водойми.

## Демографія
Згідно з переписом 2010 року, у переписній місцевості мешкало 2756 осіб у 1005 домогосподарствах у складі 722 родин. Густота населення становила 1060 осіб/км².  Було 1043 помешкання (401/км²).
Расовий склад населення:
| - 79,5 % — білих - 8,0 % — чорних або афроамериканців - 6,2 % — азіатів - 0,2 % — вихідців з тихоокеанських островів - 0,1 % — корінних американців - 3,7 % — осіб інших рас |

До двох чи більше рас належало 2,2 %. Частка іспаномовних становила 18,7 % від усіх жителів.
За віковим діапазоном населення розподілялося таким чином: 21,8 % — особи молодші 18 років, 65,7 % — особи у віці 18—64 років, 12,5 % — особи у віці 65 років та старші. Медіана віку мешканця становила 40,5 року. На 100 осіб жіночої статі у переписній місцевості припадало 92,6 чоловіків;  на 100 жінок у віці від 18 років та старших — 92,4 чоловіків також старших 18 років.
Середній дохід на одне домашнє господарство  становив 95 301 долар США (медіана — 73 421), а середній дохід на одну сім'ю — 108 604 долари (медіана — 93 500). Медіана доходів становила 59 107 доларів для чоловіків та 48 409 доларів для жінок. За межею бідності перебувало 2,1 % осіб, у тому числі 0,0 % дітей у віці до 18 років та 0,0 % осіб у віці 65 років та старших.
Цивільне працевлаштоване населення становило 1464 особи. Основні галузі зайнятості: освіта, охорона здоров'я та соціальна допомога — 22,3 %, науковці, спеціалісти, менеджери — 19,4 %, будівництво — 8,7 %, роздрібна торгівля — 7,5 %.